# The Curse of Capistrano
The Curse of Capistrano is een verhaal uit 1919 geschreven door Johnston McCulley en is tevens het eerste verhaal waarin de fictionele held Zorro voorkomt (Zorro is Spaans voor Vos). Later werd het uitgebracht in 1924 als boek met de titel The Mark of Zorro. Capistrano verwijst naar het plaatsje waar de avonturen van Zorro zich afspelen.

## Publicaties
In navolging van de boekvorm waarin het werd uitgegeven, verscheen The Curse of Capistrano in een vijfdelige serie in het blad All-Story magazine.
Na het enorme succes van de verfilming van het boek The Mark of Zorro, werd het verhaal opnieuw uitgebracht door de uitgeverij van Grosset & Dunlap. 
McCulley had Zorro eigenlijk bedacht als eenmalige held voor zijn boek maar door het succes laat hij het karakter nieuwe avonturen beleven in een nieuw verhaal in 1922. Hij vervolgt pas in 1931 met Zorro Rides Again dat wederom wordt gepubliceerd in All Story Magazine in een serie. Zijn laatste boekwerk over Zorro is The Sign of Zorro dat in 1941 verschijnt.

## Inhoud
Het verhaal volgt Don Diego Vega (alias Zorro) in het Californië van de vroege 19e eeuw. In zijn omgeving wordt hij vergezeld door zijn doofstomme dienaar Bernardo en zijn geliefde Lolita Pulido, waarbij ze te maken hebben met de rivalen en schurken kapitein Ramon en sergeant Gonzales in Alta California. In de achtergrond speelt de Mexicaanse periode (1823-1846) een rol in het Californië dat later tot de Verenigde Staten zou gaan behoren, zoals ook de Spaanse missies, de Pueblos (de kleine steden, zoals San Juan Capistrano) en de typische Spaanse boerderijen.